# Václav Votruba
Václav Votruba (* 19. prosince 1909 Slavětín nad Ohří, Rakousko-Uhersko – 11. září 1990 Praha, Československo) byl přední český teoretický fyzik, je považován za zakladatele teorie elementárních částic v Československu a za prvního českého vědce, který se zabýval kvantovou fyzikou (elektrodynamikou) a systematikou elementárních částic a za zakladatele teorie elementárních částic v Československu. Je také označován za učitele českých teoretických fyziků.

## Život
Václav Votruba se narodil 19. prosince 1909 v Slavětíně v okrese Louny, kde také chodil do obecné školy. Poté jezdil sedm let na České státní reálné gymnázium v Lounech.
Po maturitě byl přijat na Přírodovědeckou fakultu Univerzity Karlovy na obor matematika a fyzika. Získal stipendium a od čtvrtého ročníku při studiu pracoval jako vědecký pomocník na Ústavu a semináři pro teoretickou fyziku. V roce 1933 složil státní učitelskou zkoušku se způsobilostí na střední školy, ale čtyři roky se mu nepovedlo získat odpovídající zaměstnání. Po vykonání vojenské prezenční služby se vrátil na místo pomocné vědecké síly a finance získával kondicemi a záskoky za nemocné učitele na různých středních školách v Praze.
V roce 1936 se oženil s Kamilou Tauchmannovou.
V roce 1937 získal místo "zatímního profesora" na Benešově gymnáziu v Londýnské ulici. V roce 1941 byl úředním pokynem přesunut do Ústředního ústavu meteorologického v Praze, kde pracoval do roku 1943. Poté mohl učit na gymnáziu v Křemencově ulici, ale v roce 1944 byl totálně nasazen a pracoval na opravách vinohradského železničního tunelu.

## Začátek vědecké kariéry
V květnu 1945 se stal asistentem Ústavu pro teoretickou fyziku (vedl ho prof. Viktor Trkal po profesoru Františku Záviškovi, který zemřel těsně na konci války). S ohledem na veliké množství studentů po válečné pauze přijatých ke studiu byla hlavní náplní jeho práce pedagogická činnost, kterou musel zvládnout pouze ve spolupráci s profesorem Trkalem a Miroslavem Brdičkou. Práce v ústavu po válce znamenala i další aktivity, mezi něž patřila jak záchrana knihovny prof. Závišky, tak také záchrana knihovny teoretické fyziky z německé části Univerzity Karlovy. V listopadu 1945 složil Václav Votruba rigorózní zkoušky a stal se doktorem přírodních věd.
V letech 1946–1947 získal stipendium Ministerstva školství a osvěty a absolvoval studijní pobyt ve Fyzikálním ústavu Univerzity v Curychu u prof. W. Pauliho a prof. G. Wentzela. Věnoval se tam především problematice "elektronových trojčat" a jako první na světě vyřešil problém vzniku dvojice elektron-pozitron při dopadu fotonu na elektron. Později vyslovil předpoklad, že mezony pí můžeme chápat jako tři nábojové stavy jedné částice s izotopickým spinem 1. Kromě toho využil algebru izotopického spinu na systematizaci elementárních částic. V roce 1949 se habilitoval v oboru teoretická fyzika na Přírodovědecké fakultě Univerzity Karlovy a v roce 1951 byl jmenován docentem. V roce 1952 přednášel kvantovou mechaniku na Přírodovědecké fakultě UK v Bratislavě. V roce 1953 byl zvolen členem korespondentem Československé akademie věd a v roce 1954 byl jmenován profesorem fyziky na nově vzniklé Matematicko-fyzikální fakultě Univerzity Karlovy. V roce 1955 přešel, na základě příkazu ministra, na Fakultu technické a jaderné fyziky ČVUT. V roce 1956 získal hodnost DrSc.

## Působení v Dubně u Moskvy
V březnu 1956 byl zvolen do funkce náměstka ředitele nově založeného Spojeného ústavu jaderných výzkumů v Dubně. Podstatně zde přispěl k formování mezinárodního kolektivu i k vybavení ústavu a zasloužil se také o spolupráci mezi ústavem v Dubně a ústavem CERN. Ve funkci náměstka ředitele byl až do léta 1959.

## Po návratu z Dubny
Po návratu z Dubny vedl katedru teoretické fyziky na FTJF ČVUT, v roce 1967 převedenou na Matematicko-fyzikální fakultu Univerzity Karlovy s názvem Katedra teoretické fyziky II. V roce 1968 přešel na Katedru teoretické fyziky I, kterou krátce vedl a poté ji předal prof. Luboši Valentovi a vrátil se jako zástupce vedoucího na Katedru teoretické fyziky II. V roce 1975 se tato katedra stala součástí Nukleárního centra Univerzity Karlovy. 1. 3. 1975 byl prof. Votruba převeden do důchodu, ale na částečný úvazek pracoval v Nukleárním centru až do roku 1982. V roce 1978 se stal akademikem ČSAV.

## Působení na Slovensku
Přispěl také ke vzniku školy teoretické fyziky na Slovensku; vedl jako školitel nestora slovenských teoretiků Milana Petráše.

## Pomoc pronásledovaným vědcům
Prof. Votruba nebyl nikdy členem Komunistické strany Československa. Během působení v Dubně dosáhl přímluvou u prezidenta Antonína Zápotockého propuštění doktora Miloše Lokajíčka, vězněného v důsledku vykonstruovanému procesu.